# Thomas Simpson (Mathematiker)

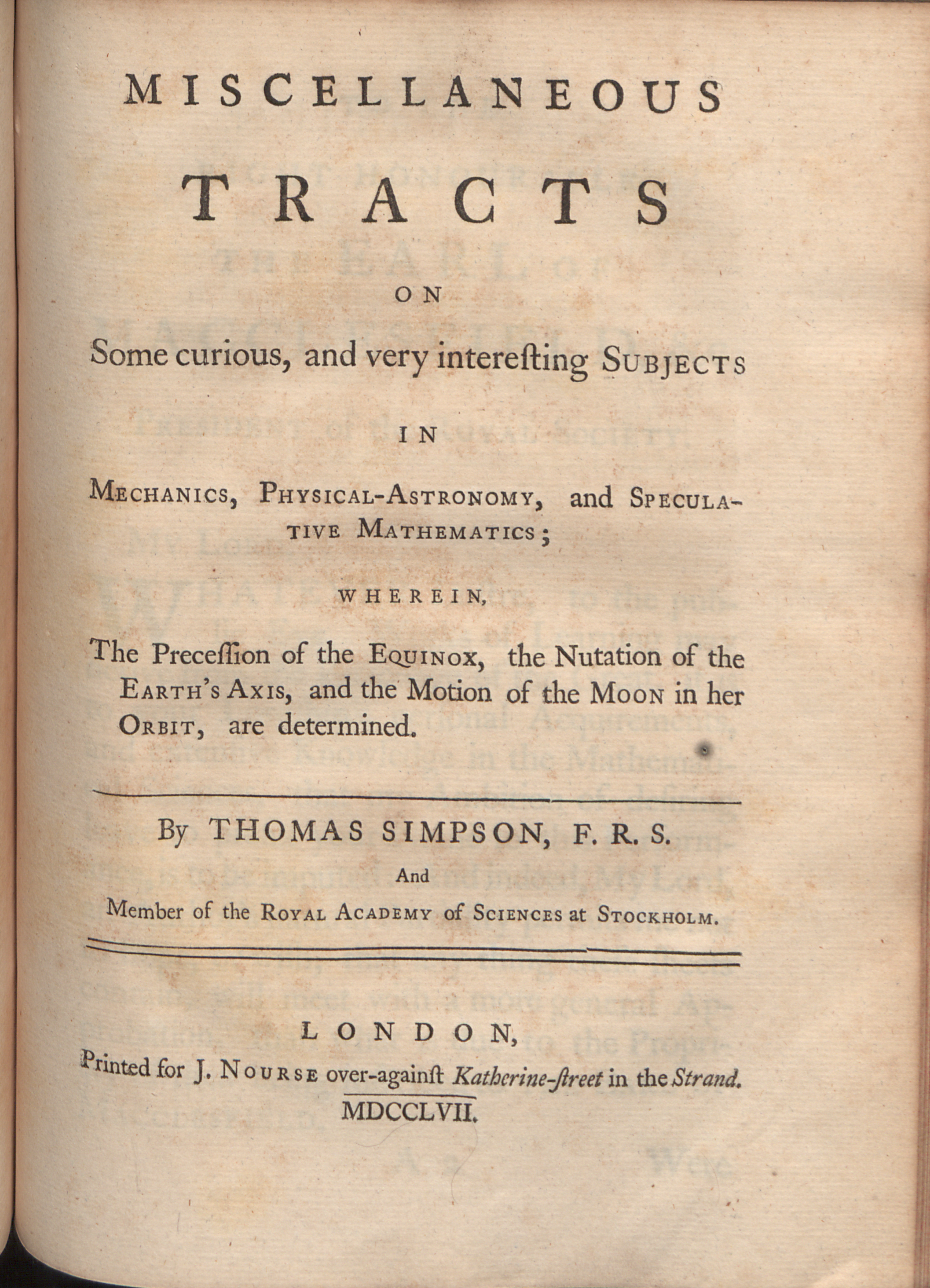
Miscellaneous tracts, 1768

Thomas Simpson (* 20. August 1710 in Market Bosworth, Leicestershire; † 14. Mai 1761) war ein englischer Mathematiker.

## Leben
Simpson kam als Sohn eines Webers in einfachen Verhältnissen zur Welt und arbeitete anfangs selbst als Weber. Er brachte sich die Mathematik durch Selbststudium bei. Um 1725 zog er nach Nuneaton, Warwickshire, um dort bis 1733 als Mathematiklehrer zu arbeiten, wo er 1730 auch heiratete. 1733 musste er nach Derby fliehen, nachdem er oder einer seiner Assistenten während einer Astrologiestunde ein Mädchen verängstigt hatte, indem er sich als Teufel verkleidete. Zwischen 1733 und 1736 zog er weiter nach London, wo 1736 dann seine Tochter Elizabeth und 1738 sein Sohn Thomas zur Welt kamen.
Seit 1743 unterrichtete er Mathematik an der Royal Military Academy in London. 1745 wurde er zum Mitglied der Royal Society gewählt. Seit 1758 war er Mitglied der Königlich Schwedischen Akademie der Wissenschaften.
Bekannt wurde er durch seine Arbeiten über Interpolation und numerische Integration. Hier ist die Simpsonsche Formel nach ihm benannt, die eigentlich in einer einfacheren Variante 1615 Johannes Kepler als Keplersche Fassregel aufgestellt hatte, und auch auf Erkenntnissen Newtons basiert. Die abstrakte Form {\displaystyle x_{n+1}=x_{n}-f(x_{n})/f'(x_{n})} des Newton-Verfahrens stammt dagegen von ihm und nicht von Newton. Weiterhin befasste er sich mit Wahrscheinlichkeitstheorie und Fehlertheorie.

## Schriften
- Treatise of Fluxions (1737), zweite erweiterte Auflage unter dem Titel The doctrine and application of fluxions. Band 1 (1823), Band 2 (1750).
- The Nature and Laws of Chance (1740).
- The Doctrine of Annuities and Reversions (1742).
- Mathematical Dissertation on a Variety of Physical and Analytical Subjects (1743).
- A Treatise of Algebra (1745).
- Elements of Geometry (1747).
- Trigonometry, Plane and Spherical (1748).
- Select Exercises in Mathematics (1752).
- Miscellaneous Tracts on Some Curious Subjects in Mechanics, Physical Astronomy and Special Mathematics (1757).